# Bundesstraße 262
Pour les articles homonymes, voir Route 262.
La Bundesstraße 262 est une Bundesstraße des Länder de Rhénanie-Palatinat et de Hesse.

## Géographie
La partie nord se situe en Rhénanie-Palatinat, dans l'Eifel. La B 262 relie l'A 61 (AS Mendig) à l'A 48 (AS Mayen) et raccourcit ainsi la liaison entre Trèves et Cologne. À ce titre, il fait partie de la voie de substitution de l'AB 1. Elle est en partie géré comme une route semblable à une autoroute dans le système 2 + 1.
La section sud en Hesse relie le centre-ville de Wiesbaden en étant la Schiersteiner Straße entre le premier anneau intérieur (B 54) et la Bundesautobahn 643 à l'extérieur de la ville.

## Source
- (de) Cet article est partiellement ou en totalité issu de l’article de Wikipédia en allemand intitulé « Bundesstraße 262 » (voir la liste des auteurs).

1. ↑  (de) « Die Bundes- und Reichsstraßen in Deutschland - Nr. 166 bis 327 » [archive du 18 février 2009], sur home.arcor.de (consulté le 16 juillet 2025)